# 9/10
9/10（10分の9、じゅうぶんのきゅう）は、有理数のうち 0 と 1 の間にある数であり、1/10 の9倍である。底が十を超えるN進法では、9/A（A分の9）と表示される。十進法で小数表示すると、0.9 である。

## 数学的性質
- 9/10 は 9 ÷ 10 に等しい。
- 9/10 = 0.9
  - 他の進数においては 9/10 = 0.5222…(6) = 0.A9724…(12) = 0.E666…(16) = 0.I(20) になる。(下線部は循環節)

## その他9/10に関すること
- 「十中八九」は、「ほぼ確実に」を意味する四字熟語である。
- 9分、9割、90%などは、慣用的に「ほぼ全て」を意味する。
- 九一金は、漁業主と漁夫との間で漁獲または賞与を9割と1割に分けて分配するシステム。